# Silvia Mendes Cajado
Silvia Mendes Cajado (Sorocaba, 2 de novembro de 1889 – São Paulo, 5 de fevereiro de 1953 ) foi uma jornalista, escritora e tradutora brasileira, radicada na cidade de São Paulo. Foi a dona do jornal Hoje, revista de pequeno porte que não pôde continuar e acabou dando nome ao jornal do Partido Comunista do Brasil, o Jornal Hoje, entre os anos de 1945 e 1952.

## Dados biográficos
Silvia era filha do advogado Octávio Mendes, e em 1969 escreveu, juntamente com o filho Octávio Mendes Cajado, a biografia de seu pai. Era irmã de Leonor Mendes de Barros, casada com Adhemar Pereira de Barros. Sylvia foi casada com Dr. Antônio Cajado de Lemos, e mãe da atriz e cantora lírica Madalena Nicol , do tradutor Octávio Mendes Cajado, Paulo Mendes Cajado e Teresa Cajado Dalgalarrondo.

## Obras
- Desvio, Livraria Martins Editora, 1951.
- Centenário de Octávio Mendes 12 de abril de 1869 - 12 de abril de 1969, Silvia Mendes Cajado & Octavio Mendes Cajado, Editora Saraiva, 1969.

## Tradução
- Torrente Bravia (Wild is the River), de Louis Bromfield, 1944, São Paulo: Editora Universitária[9].
- A Chave de Vidro (The Glass Key), de Dashiell Hammett, Editora Globo, 1945[9].
- Caravana de destinos (Cannery Row), de John Steinbeck, São Paulo: Editora Universitária, 1945[9].
- Ilusões Perdidas, de Honoré de Balzac[2], São Paulo: Livraria Martins Editora, 1960.
- O Rei Davi, de Gladys Schmitt, São Paulo: Editora Universitária, 1946.
- Asas do Destino, de Marie Blizard, volume 113 da Coleção Biblioteca das Moças, pela Companhia Editora Nacional, apenas uma edição, em 1944[2].
- A Vendedora de Romance (Romance for Sale), de Jennifer Ames, volume 123 da Coleção Biblioteca das Moças, pela Companhia Editora Nacional. Apenas duas edições, em 1946 e em 1955.
- Serenata, de Myrtle Reed, volume 140 da Coleção Biblioteca das Moças, pela Companhia Editora Nacional. Duas edições: 1950, 1957.
- A verdadeira Rússia Soviética[10].
- Estranhas Superstições e Práticas de Magia, de Willian J Fielding
- Antes do Café, Eugene O'Neill (peça traduzida para produção teatral, que foi encenada pela filha de Sylvia, Madalena Nicol).
- Luz de Gás (Angel Street), de Patrick Hamilton, tradução para a peça produzida pela Sociedade Paulista de Teatro, apresentada como teleteatro pela Rede Tupi, em 1952[11].